# Мирзагитов, Асхат Масгутович
Асхат Масгутович Мирзагитов (13 октября 1928, д. Бикметово РБ — 24 ноября 1989, г. Уфа) — башкирский драматург, актер, переводчик, председатель правления СП БАССР (1973—1988), Председатель Верховного Совета Башкирской АССР (1980—1989)

## Биография
Учился в школе № 2 села Кандры.
В 1948 году окончил Уфимское театральное училище, а в 1961 году — Литературный институт имени А. М. Горького.
С 1948 года работал актёром и режиссёром Юмагузинского и Аургазинского театров — будущем Салаватском драматическом театре.
В 1953 заведующий отделом литературы Башкирского академического театра драмы. С 1954 по 1957 г. работал в газете «Кызыл тан», журнале «Агидель». В 1960—1972 годах — литературный консультант Союза писателей Башкирской АССР, главный редактор журнала «Агидель». В 1973—1988 гг. — председатель правления Союза писателей Башкирской АССР, с 1976 г. — секретарь Союза писателей СССР.
Избирался депутатом Верховного Совета Башкирской АССР десятого и одиннадцатого созывов, в обоих созывах — Председателем Верховного Совета Башкирской АССР.
Скончался 24 ноября 1989 года в Уфе. Похоронен в поселке Кандры.

## Литературная деятельность
Автор пьес:
- «Тихое озеро» («Тымыҡ күл») — поставлена на сцене Башкирского театра драмы в 1954 году
- «Огненный вихрь» («Утлы ейермя», 1957)
- «Седые волосы моей матери» («Әсәйемдең сал сәстәре», 1960)
- «Соседи» («Күршеләр», 1961)
- «Сельские этюды» («Ауыл күренештәре», 1962)
- «Сын солдата» («Һалдат улы», 1966)
- «Бахтигарей» (Бахтэгэрэй», 1972)
- «Матери ждут сыновей» («Әсәләр көтәләр улдарын», 1975)
- «Жизнь дважды не даётся» («Ғүмер ике килмәй», 1983).

Занимался переводами — перевёл на башкирский язык произведения В. Гюго, М. Шолохова, В. Малюгина, Ю. Чепурина и др.

### Избранные произведения
- Ғүмер ике килмәй : Пьесалар. — Өфө, 1983.
- Һайланма пьесалар. — Өфө, 1988.

В русском переводе
Источник — Электронные каталоги РНБ
- Мирзагитов А. М. Змея за пазухой : Комедия в 2-х д / Вольный пер. с башк. П. Дёмина. — М.: Отд. распространения драм. произв. ВУОАП, 1965. — 69 с. — 125 экз.
- Мирзагитов А. М. Матери ждут сыновей : Драма в 3-х актах с прологом и эпилогом / Авториз. пер. с башк. Ю. Чепурина. — М.: Бюро распространения драм. произв. ВААП, 1975. — 73 с. — 75 экз.
- Мирзагитов А. М. Матери ждут сыновей : Пьесы / Пер. с башк. — М.: Сов. писатель, 1978. — 416 с. — (Содерж.: Огненный вихрь; Седые волосы моей матери; Соседи; Змея за пазухой; Этой золотой осенью; Цветущий сад; Матери ждут сыновей). — 15 000 экз.
- Мирзагитов А. М. Огненный вихрь : Драма в 4-х д., 7-ми карт / Пер. с башк. Ю. Чепурина. — М.: Искусство, 1959. — 100 с. — 2000 экз.
- Мирзагитов А. М. Пьесы / Пер. [с башк.]. — Уфа: Башкнигоиздат, 1967. — 188 с. — (Содерж.: Огненный вихрь; Седые волосы моей матери; Змея за пазухой). — 5000 экз.
- Мирзагитов А. М. Седые волосы моей матери : Драма в 3-х д / Пер. с башк. и сценическая ред. А. Успенского. — М.: Отд. распространения драм. произв. ВУОАП, 1961. — 85 с. — 40 экз.
- Мирзагитов А. М. Соседи : Комедия в 3-х д / Авториз. пер. с башк. П. Рыбак. — М.: Отд. распространения драм. произв. ВУОАП, 1962. — 67 с. — 200 экз.
- Мирзагитов А. М. Цветущий сад : Пьеса в 3-х д / Пер. с башк. авт. — М.: Бюро распространения драм. произв. ВААП, 1974. — 62 с. — 220 экз.
- Мирзагитов А. М. Цветущий сад : Пьесы / Пер. [с башк.]. — Уфа: Башк. кн. изд-во, 1975. — 198 с. — (Содред.: Бахтигарей; Цветущий сад; Змея за пазухой). — 3000 экз.
- Мирзагитов А. М. Этой золотой осенью (Сын солдата) : Драма в 2-х ч / Пер. с башк. Ю. Чепурина. — М.: Бюро распространения драм. произв. ВААП, 1975. — 75 с. — 75 экз.
- Мирзагитов А. М. Этой золотой осенью : Пьесы / Пер. с башк. — Уфа: Башкнигоиздат, 1970. — 168 с. — (Содерж.: Этой золотой осенью (Сын солдата); Соседи). — 5000 экз.

## Награды и звания
- два ордена Трудового Красного Знамени (1971, 1978)
- орден Дружбы народов (1984)
- премия имени Салавата Юлаева (1976)
- премия имени Г. Саляма.

## Память
В Уфе на доме 83 по улице Карла Маркса, где А. Мирзагитов жил и работал, установлена мемориальная доска.
Имя А. Мирзагитова носит школа № 2 в с. Кандры.
В Ленинском районе г. Уфа одна из улиц носит имя Асхата Мирзагитова